# Гай Юлий Прокул
Гай Юлий Прокул (лат. Gaius Iulius Proculus) — римский политический деятель начала II века.
Его отцом был всадник Марк Юлий Ромул. В 96 году, при Домициане и Нерве, Прокул был квестором. Затем он находился на постах претора и легата VI Железного легиона в Сирии. В 109 году Гай занимал должность консула-суффекта, после чего он был отправлен в Лугдунскую Галлию ответственным за перепись населения этой провинции. При Траяне или Адриане Прокул был наместником Транспаданской области. Он был предназначен в консулы на 133 год, но умер прежде вступления в должность.